# Günter Vollmer
Günter Vollmer (* 10. März 1940 in Engelskirchen) ist ein deutscher Chemiker und Hochschullehrer für Chemie und ihre Didaktik und Begründer des Instituts Unternehmen & Schule, das Lernpartnerschaftsnetze von Schulen mit Unternehmen aufbaut.

## Leben
Der Sohn eines Redakteurs studierte Chemie in Bonn und diplomierte 1965. Er wurde 1969 zum Doktor der Naturwissenschaften promoviert. 1978 habilitierte er an der Pädagogischen Hochschule Rheinland in der Abteilung Bonn und wurde im selben Jahr Ordentlicher Professor in der Abteilung Neuss. Seit 1980 war er an der Universität Düsseldorf als Universitätsprofessor tätig. Bis zu seiner Emeritierung im Jahr 2005 hatte er den Lehrstuhl für Chemie und Didaktik inne.
Das 1995 gegründete Institut Unternehmen & Schule war seinem Lehrstuhl angegliedert. Mit Hilfe verschiedener Arbeitgeberverbände baute das Institut in den Regierungsbezirken Düsseldorf. Köln und Arnsberg erste Lernpartnerschaften und Lernpartnerschaftsnetze auf. Ab 1999 konnten diese gemeinsam mit den Industrie- und Handelskammern, der Handwerkskammer und der Schulbehörde im Regierungsbezirk Köln und im Kreis Mettmann verstetigt und flächendeckend ausgebaut werden. Im Regierungsbezirk Köln kooperierten im Jahr 2014 unter der Bezeichnung KURS-Köln z. B. mehr als 500 Schulen und Unternehmen nach diesem Konzept. Die Initiative wurde 2002 unter Förderung der Deutschen Bundesstiftung Umwelt (DBU) als KURS 21 mit dem Schwerpunkt auf Nachhaltigkeit auf Baden-Württemberg, Thüringen und Hessen ausgedehnt, wo sie heute z. T. unter anderen Labels weitergeführt wird. Das Konzept der Lernpartnerschaften wurde zudem von verschiedenen Unternehmen (z. B. Kaufland) und von weiteren Regionen (z. B. Kreis Vechta) übernommen.
Neben seiner Lehrtätigkeit ist er als Buchautor, Autor von Medien für die Aus-, Fort- und Weiterbildung, Herausgeber und Drehbuchautor sowie als Moderator verschiedener Video- und Fernsehproduktionen tätig.

## Auszeichnungen
- 1998: Innovationspreis der Stiftung Industrieforschung
- 2003: Verdienstorden des Landes Nordrhein-Westfalen

## Werke (Auswahl)
- N-Thiocyanato- und N-Cyan-Verbindungen des S.S-Dimethylsulfodiimins. Dissertation, Bonn 1969.
- Sprache und Begriffsbildung im Chemieunterricht. 1980, ISBN 3-425-07028-2 (Diesterweg), ISBN 3-7941-1686-0 (Sauerländer).
- erfahren und erforschen Chemie. (m. G. Klemmer), 1977, ISBN 3-425-03661-0 (Diesterweg), 3-7941-1655-0 (Sauerländer).
- Pillen, Pflanzen und Patienten – Sechs Kapitel über Arzneimittel. (Lehrerbegleitheft und Schülerhefte), Stuttgart 1980.
- Chemische Produkte im Alltag. (m. M. Franz), 1985, ISBN 3-13-670201-8 (Georg Thieme), ISBN 3-423-03276-6 (dtv).
- Lern- und Arbeitsstrategien. (m. G. Hoberg), 1986, ISBN 3-12-891700-0 (Klett).
- Stress unter Kontrolle. (m. G. Hoberg), 1990, ISBN 3-12-891810-4 (Ernst Klett Verlag für Wissen und Bildung).
- Chemie in Bad und Küche. (m. M. Franz), 1991, ISBN 3-13-758301-2 (Thieme), ISBN 3-423-11266-2 (dtv).
- Chemie in Hobby und Beruf. (m. M. Franz), 1991, ISBN 3-13-758201-6 (Thieme), ISBN 3-423-11267-0 (dtv).
- Chemie in Haus und Garten. (m. M. Franz), 1994, ISBN 3-13-758201-6 (Thieme), ISBN 3-423-11267-0 (dtv).
- Kommunikation. (m. G. Hoberg), 1994, ISBN 3-12-888801-9 (Ernst Klett Verlag für Wissen und Bildung).
- Persönlichkeitsprofile. (m. G. Hoberg), 1994, ISBN 3-12-888802-7 (Ernst Klett Verlag für Wissen und Bildung).
- Chemie in Wuppertal und Umgebung. Düsseldorf 1995.
- Chemie in Köln und Umgebung. Düsseldorf 1997.
- Kooperationsnetz Industrie-Schule (KIS) – Materialien zur Öffnung des Unterrichts. Bonn/Düsseldorf 1998.
- Unternehmen machen Schule. Mit Lernpartnerschaften zu wirtschaftsorientierten Bildungsregionen. Bonn 2005, ISBN 3-934122-18-3.
- KURS 21 Einstiegsmaterialien. Bonn 2006.
- KURS 21 Baden-Württemberg. Unterrichtsmaterialien zur Kooperation mit Unternehmen. Bonn 2007.
- KURS 21 Thüringen. Schulen kooperieren mit Unternehmen. Bonn 2009.
- Als die Wahrheit ausbrach – 33 Kurzgeschichten. Bonn 2016, ISBN 978-3-934122-45-1 (Idee & Produkt Verlag)
- Wie? Sie sind auch schon siebzig? – 33 Kurzgeschichten. Bonn 2017, ISBN 978-3-934122-72-7 (Idee & Produkt Verlag)

### Mitherausgeber
- Lebensmittelführer Fleisch, Fisch, Eier, Milch, Fett, Gewürze, Süsswaren. München 1990.
- Lebensmittelführer Obst, Gemüse, Getreide, Brot, Wasser, Getränke. München 1990.
- Lebensmittelüberwachung transparent. Berlin 1990.
- Springer Lebensmittelreport 1991. 1992.